# Yeardley Smith
Yeardley Smith, född 3 juli 1964 i Paris, Frankrike, är en amerikansk skådespelerska, främst känd som rösten till rollfiguren Lisa Simpson i tv-serien Simpsons. Hon började 1989 som Lisa efter att hon spelat henne även i The Tracey Ullman Show. Hennes karriär började 1984 som Louella i serien Brothers med Jim Waters i huvudrollen. Hon har även medverkat i bland annat Dharma & Greg och The Big Bang Theory. 

## Biografi
Yeardley Smith är en amerikansk skådespelare, röstskådespelare, författare och konstnär. Hon är mest känd för sitt röstskådespel som Lisa Simpson i den animerade TV-serien Simpsons. Smith föddes i Paris, där hennes far, journalisten Joseph Smith, arbetade för United Press International. Under 1966 flyttade hennes familj tillbaka till USA och Washington, DC.
Precis som Lisa Simpson var hon ensam som barn, och hon anser att hennes röst har varit likadan sedan hon var sex år. Hon gjorde sin skådespelardebut i en skolpjäs i sjätte årskursen. Efter framträdanden i ett antal skolpjäser gick hon med i en lokala Arena Stage.teatergrupp som en lärlingsutbildning, och medverkade i deras produktion av Peter och Wendy och andra pjäser. Hon flyttade till New York under 1984 och medverkade i Broadway produktionen av The Real Thing..  Hon medverkade då också i TV-serien Brothers som den återkommande rollkaraktären Luella på Showtime.  Hennes första filmroll kom 1985 i filmen Jeaven Help Us, hennes andra filmroll var Putter i The Legend of Billie Jean. När inspelningen av filmen var över, medverkade hon åter i The Real Thing innan hon blev utan arbete i sex månader. Året därpå spelade hon Connie i Maximum Overdrive. Under 1986 flyttade hon till Los Angeles, Kalifornien med löfte om att få medverka i en TV-film. Efter att hon medverkat på en audition gavs rollen till en annan skådespelerska. Hon medverkade i en teateruppsättning av Living On Salvation Street, (som kostade henne 14 dollar per framträdande), Boys and Girls/Men and Women samt How the Other Half Loves.
Yeardley Smith har spelat Lisa Simpson i Simpsons sedan starten 1987 i Simpsons-kortfilmerna i The Tracey Ullman Show.  Producenterna för serien bestämde att hålla en uttagning för rollerna som Bart och Lisa Simpson. Rollsättare Bonita Pietila kallade in Yeardley Smith till en uttagning för Bart Simpson efter att ha sett henne uppträda i pjäsen Living on Salvation Street. Yeardley Smith var först tveksam till att provspela för en animerad serie, men hennes agent övertygade henne att försöka. Då Yeardley Smith provspelade för rollen som Bart Simpson, ansåg Bonita Pietila att hennes röst var för hög. Yeardley Smith fick enbart läsa två rader som Bart Simpson innan de sa 'Tack för att du kom!' Bonita Pietila erbjöd henne att prova rollen till Lisa som hon fick istället.
När hon ska spela Lisa ökar hon sin tonhöjd lite. Yeardley Smith gjorde även ljuden för Maggie Simpson under de första säsongerna innan det togs över av Nancy Cartwright och hon har dessutom vid några enstaka tillfällen gjort röster till olika bakgrundskaraktärer. Fram till 1998 fick Smith 30.000 dollar per avsnitt, det ökades då till 125.000 dollar fram till 2004 då hon fick 360.000 dollar. Sedan 2008 får hon omkring 400.000 dollar per avsnitt.
Smith fick en Primetime Emmy Award under 1992 i kategorin "Primetime Emmy Award för Outstanding Voice-Over Performance" Yeardley Smith har även sagt i en intervju: "Om jag kommer att förknippas med en fiktiv karaktär så kommer jag alltid vara glad över att det var Lisa Simpson." Skaparen Matt Groening har beskrivit Yeardley Smith som mycket liknade Lisa: "Yeardley har starka moraliska åsikter om hennes karaktär. Det har funnits repliker som varit skrivna för Lisa som hon vägrat att framföra." Författaren Jay Kogen har berömt hennes resultat, särskilt i avsnittet Lisa's Substitute, som "hon flyttar komedi till något riktigt starkt och allvarlig och dramatisk." Hon har medverkat i flera avsnitt av Herman's Head som Louise och Dharma & Greg. Hon har spelat rollfiguren Penny i två avsnitt av Dead like me. Hon har också haft korta framträdanden i TV-serierna Phil från framtiden och Teen Angel. Hon medverkade i en scen i City Slickers som den gravida kassörskan Nancy, vilket gav henne större uppmärksamhet än hennes tidigare roller.
Under 1997 spelade hon Lulu i filmen Just Write.. Andra framträdande är Toys och Livet från den ljusa sidan. Hon spelade även in ett framträdande i I'll Do Anything men klipptes bort. Hon har bara gjort några få andra röstskådespel som i We're Back! A Dinosaur's Story trots att hon hade haft en agent i två år. Under 2004 spelade hon sig själv i sin egen Off-Broadway-pjäs, More i Union Square Theatre i New York som regisserades av Judith Ivey. Precis som Simpsons har hon ätstörningar och har haft misslyckande kärleksaffärer vilket hon berättade i pjäsen. Yeardley Smith framförde pjäsen också under tre veckor i Los Angeles året därpå. Hon medverkade och var exekutiv producent i filmen Waiting for Ophelia, som hon även finansierade. Smith var 1990–1992 gift med skådespelaren Christopher Grove och Daniel Erickson mellan 2002 och 2008. På fritiden målar och skriver hon, under den första säsongen av Herman's Head började hon rita av de andra skådespelarna. Samlingsboken Just Humor Me innehåller berättelsen The Race som hon är författare till. Under 2009 släppte hon barnboken  I, Lorelei.

## Filmografi i urval
- 1985 – Legenden om Billie Jean
- 1985 – Catholic Boys
- 1986 – Maximum Overdrive
- 1997 – Livet från den ljusa sidan
- 1997 – Just write
- 2009 – The Wishing Well
- 2010 – Spork
- 2010 – Virginia
- 2011 – The Chaperone
- 2011 – New Year's Eve